# 名称拉丁化
拉丁化（英語：Latinisation）指將非拉丁文的姓名或名稱改為拉丁文的作法。在羅馬帝國時期，以及於歐洲中古世紀，歐洲及地中海區通行拉丁文，當時習慣將個人姓名或地名等名稱由當地語言轉為拉丁文。現代科學家也有將科學名詞轉化為拉丁文形式，以形成國際通用科技詞彙（ISV）的習俗。單純將其他的語言文字系統轉化為用拉丁字母來拼寫，稱為羅馬化。

## 概論
單純以拉丁字母來拼寫出另一種語言文字系統，這稱為羅馬化，是最初階的拉丁化；但是一般來說，拉丁化所做的不僅於此。將某個名稱拉丁化，目的是希望讓這個名稱更接近於拉丁文，有幾個作法可以達成：
- 把這個名稱的原始語音（音位與音節）轉變為更像是拉丁文的發音（例如，將Jabir轉化為Geber）。
- 把原來的名稱轉變為拉丁文中具有相同意義的名稱（例如，將意大利文Cacciatore轉換為Venator，這兩個單字都是指「獵人」）。
- 根據原來名稱中的某種特徵，選擇一個新的拉丁文名稱。例如，Daniel Santbech的拉丁文名Noviomagus，可能是源自奈梅亨（Nijmegen）這個地方的拉丁文名稱。